# Dieter Wernecke
Dieter Wernecke (* 1936 in Limburg an der Lahn; † 15. November 1980 in Düsseldorf) war ein deutscher Schauspieler.

## Wirken
Bezüglich des Lebens und Wirkens von Dieter Wernecke ist die Quellenlage lückenhaft. Belegt sind Theaterauftritte am Düsseldorfer Schauspielhaus in Dantons Tod (1970) und in Die Räuber (1978), am Staatstheater Darmstadt in Faust. Eine Tragödie und Faust. Der Tragödie zweiter Teil (1975) sowie am Theater am Pfalzbau Ludwigshafen in Butley von Simon Gray (1977/78). Zwischen 1971 und 1981 hatte er einige Auftritte in deutschen Fernsehfilmen. In der ARD-Fernsehserie Unser Dorf bekleidete er die Rolle des evangelischen Pfarrers. 

## Filmografie (Auswahl)
- 1971: Unser Dorf (Fernsehserie)
- 1976: Dorothea Merz  (Fernsehfilm)
- 1976: Drei Wege zum See (Fernsehfilm)
- 1980: Die Verlobte (Fernsehfilm, DEFA)
- 1981: Das Käthchen von Heilbronn oder: Die Feuerprobe (Fernsehfilm)